# Сербский добровольческий корпус (Российская империя)
О воинском формировании Второй мировой войны см. Сербский добровольческий корпус войск СС
Сербский добровольческий корпус (серб. Српски добровољачки корпус), также известный как Добровольческий корпус сербов, хорватов и словенцев (хорв. Dobrovoljački korpus Srba, Hrvata i Slovenaca) и Югославянский легион (хорв. Jugoslavenska legija) — воинское формирование, сформированное во время Первой мировой войны из бывших военнослужащих австро-венгерской армии для боевых действий на стороне Антанты.

## История создания
С началом Первой мировой войны в ряды австро-венгерской армии были мобилизованы большое число представителей югославянских народов, проживающих на территории Австро-Венгрии: сербов, словенцев, хорватов. На Восточном фронте большинство захваченных в плен или дезертировавших дали согласие сражаться против австро-венгерской армии на стороне Антанты.
Летом 1915 года между Россией и Сербией было достигнуто соглашение об отправке сербских добровольцев (бывших военнослужащих австрийской армии) по Дунаю в Сербию. Однако после вступления Болгарии в войну и отступления сербской армии на Корфу стало невозможным отправлять добровольцев в Сербию. В ноябре 1915 года в Одессе началось формирование 1-й сербской добровольческой дивизии. Формирование 1-й дивизии было завершено весной 1916 года и она насчитывала 18 868 человек. Позже была сформирована и 2-я сербская добровольческая дивизия (приказ о сформировании от 20.10.1916).
Части сербского добровольческого корпуса были включены в состав 47-го армейского корпуса русской армии. Сербский корпус воевал в Добрудже вместе с русскими и румынскими войсками против болгарских, немецких и турецких войск. Однако силы Антанты потерпели поражение в Добрудже, а русским и румынским войскам пришлось отступить. Сербские добровольческие силы понесли тяжёлые потери в ходе этих боёв. Только за период с 25 августа по 16 октября 1916 года были убиты и ранены 231 офицер и 8996 нижних чинов. В октябре 1916 года сербские добровольческие дивизии были объединены в Сербский добровольческий корпус, командиром был назначен генерал Михайло Живкович. Штаб корпуса находился в Одессе, где издавалась даже газета корпуса «Славянский Юг».
Нехватка личного состава привела к тому, что осенью 1916 года набирать стали частично на принудительной основе, что привело к беспорядкам среди военнопленных, не желавшим воевать за сербского короля. Например, осень 1916 года при наборе произошло небольшое волнение, в ходе которого навербованные добровольцы кричали: «Да здравствует Австрия!», «Долой Сербию!», «Долой короля Петра!». При подавлении волнения было убито 3, задавлено 10, а всего пострадало 20 человек.

## Национальный состав и внутренний конфликт в корпусе
Среди личного состава корпуса абсолютно преобладали сербы. Например, сербский исследователь Г. Милорадович сообщает, что 15 апреля 1916 года в составе прибывшего пополнения были: 9571 серб, 84 хорвата, 14 словенцев, 25 чехов, 8 русских и 22 человека иной национальности.
Внутренние разногласия в корпусе объяснялись тем, что солдаты хорватской и словенской национальности считали, что будущее Югославянского государства должно быть федерацией равноправных народов. Офицерский состав состоявший из сербов желал после войны создание «Великой Сербии». В результате этого в корпусе начался конфликт. После Февральской революции хорваты и словенцы резко осудили сербский шовинизм и заявили, что воюют за создание Югославянской федерации, где все три народа будут равноправными. В ответ командование, состоявшее из сербских офицеров-националистов резко отреагировало на подобные проявления. Тогда значительная часть хорватов и словенцев вышла из состава корпуса и вступила в ряды русской армии. В этих условиях сербское командование пошло на уступки, переименовав Сербский добровольческий корпус в Добровольческий корпус сербов, хорватов и словенцев.

## Отправка на Балканы
Накануне Февральской революции в корпусе насчитывалось около 40 000 человек. Из-за революции и фактического развала русской армии около 20 000 солдат дезертировало. В августе 1917 года управление Сербского добровольческого корпуса было расформировано.
В конце 1917 года оставшиеся части Добровольческого корпуса были вновь отправлены в Добруджу. Однако вскоре они были отправлены в Сибирь и на Дальний Восток для дальнейшего участия в войне на стороне Антанты на Салоникском фронте. Из Владивостока части корпуса на британских судах были перевезены на балканский фронт где участвовали в боевых действиях против болгарских войск до конца войны. Всего на Салоникский фронт прибыла одна сербская добровольческая дивизия численностью 12 500 человек.
В сентябре 1917 года 2-я Сербская добровольческая пехотная дивизия была отправлена из Одессы на Салоникский фронт (через Архангельск) и, прибыв туда, составила основу Юго-Славянской (Вардарской) дивизии Сербской армии.
В октябре 1917 года 1-я Сербская добровольческая пехотная дивизия была вывезена с левобережья Дуная и также отправлена на Салоникский фронт. 1-й бригаде удалось добраться до Архангельска, откуда в ноябре она отправилась через Ньюкастл, Оранж, Таранто на Салоникский фронт и в начале января 1918 года вошла в состав Юго-Славянской дивизии. 2-я бригада, выдвинувшаяся позднее, в ноябре 1917 года была задержана большевиками в Вологде и направлена через Екатеринбург, Челябинск, Омск, Ново-Николаевск, Иркутск и Читу во Владивосток (для переправки затем на Салоникский фронт). Бригада добралась до Дальнего Востока в январе 1918 года, откуда через Индийский океан, Красное море и Суэц попала (к апрелю 1918 года) на Салоникский фронт и там соединилась с Юго-Славянской дивизией.

## Участие в Гражданской войне в России
Многие бывшие солдаты корпуса приняли активное участие в гражданской войне в России. Большая часть из них воевала в Красной Армии. Во время войны в РККА было сформировано около 20 частей и подразделений из южных славян. Наиболее известный 1-й Южнославянский коммунистический полк, под командованием Д. Сердича, воевавший с августа 1918 по февраль 1919 года в районе Царицына. Часть солдат корпуса воевала на стороне белых армий. Подразделения южных славян в составе белой армии участвовали в боях под Мурманском, Архангельском, Казанью.